# رحاب أحمد
رحاب أحمد رضوان المجد (مواليد 2 مارس 1991) هي ربّاعة بارالمبية مصرية. شاركت في دورة الألعاب البارالمبية الصيفية 2016 التي أقيمت في ريو دي جانيرو بالبرازيل وفازت بالميدالية الفضية في حدث 50 كجم سيدات، وحققت ميدالية فضية. وحققت الميدالية الفضية في دورة الألعاب البارالمبية الصيفية 2020 التي أقيمت في طوكيو باليابان. حيث رفعت 120 كجم لتحطم  الرقم البارالمبي المسجل في عام 2016 بثقل 107 كجم.
كما فازت بالميدالية الذهبية في حدث 50 كجم سيدات في كل من بطولة العالم 2017 التي أقيمت في مدينة مكسيكو بالمكسيك، وبطولة العالم 2019 التي أقيمت في نور سلطان في كازاخستان.